# Zuidwest-Saksisch voetbalkampioenschap 1912/13
In 1912/13 werd het achtste voetbalkampioenschap van Zuidwest-Saksen gespeeld, dat georganiseerd werd door de Midden-Duitse voetbalbond. Sturm Chemnitz werd kampioen en plaatste zich zo voor de Midden-Duitse eindronde, de club verloor meteen van Hallescher FC 1896. 
Vereinigter Chemnitzer SC is een fusie tussen Chemnitzer SC 1900 en FC Alemannia Chemnitz.

## 1. Klasse
| Plaats | Club                       | Wed. | W  | G | V  | Saldo | Ptn.  |
| ------ | -------------------------- | ---- | -- | - | -- | ----- | ----- |
| 1.     | FC Sturm 1904 Chemnitz     | 14   | 12 | 1 | 1  | 61:10 | 25:3  |
| 2.     | Mittweidaer FC 1899        | 14   | 10 | 1 | 3  | 31:24 | 21:7  |
| 3.     | Chemnitzer BC 1899         | 14   | 9  | 0 | 5  | 41:13 | 18:10 |
| 4.     | FC Germania 1897 Mittweida | 14   | 5  | 2 | 7  | 25:40 | 12:16 |
| 5.     | Vereinigte Chemnitzer SC   | 14   | 5  | 1 | 8  | 30:42 | 11:17 |
| 6.     | Mittweidaer BC 1896        | 14   | 4  | 3 | 7  | 18:29 | 11:17 |
| 7.     | SC National 1900 Chemnitz  | 14   | 3  | 1 | 10 | 13:40 | 7:21  |
| 8.     | SC Reunion 1901 Chemnitz   | 14   | 3  | 1 | 10 | 17:48 | 7:21  |

- Alle punten die Chemnitzer BC na 16 december 1912 behaalde van wedstrijden waaraan de speler Meienberg deelnam werden afgetrokken omdat hij sinds oktober ook zonder vergunning in de competitie van Saale-Elster speelde.

|  | Kampioen, geplaatst voor Midden-Duitse eindronde |
|  | Degradatie play-off                              |

National en Reunion speelden een play-off. De uitslag is niet meer bekend enkel dat Reunion won en National degradeerde. 